# Singoli più venduti in Giappone
Il Giappone ha il secondo mercato musicale più grande al mondo. Nel 1962 fu fondata la Tokushin Music Reports e divenne il principale fornitore di dati relativi alle vendite musicali in Giappone. Nel 1968 fu fondata la Original Confidence che iniziò a fornire classifiche musicali al grande pubblico con i dati raccolti da vari rivenditori in tutto il Giappone. La lista dei singoli più venduti si basa sui dati di Oricon.

## I singoli fisici più venduti in Giappone

### Elenco dei singoli più venduti di artisti giapponesi
| n° | Singolo                       | Artista                           | Anno | Vendite   |
| -- | ----------------------------- | --------------------------------- | ---- | --------- |
| 1  | Oyoge! Taiyaki-kun            | Masato Shimon                     | 1975 | 4 577 000 |
| 2  | Onna no Michi                 | Shiro Miya                        | 1972 | 3 256 000 |
| 3  | Sekai ni Hitotsu Dake no Hana | SMAP                              | 2003 | 3 128 000 |
| 4  | Tsunami                       | Southern All Stars                | 2000 | 2 936 000 |
| 5  | Dango 3 Kyodai                | Kentarou Hayami e Ayumi Shigemori | 1999 | 2 918 000 |
| 6  | Kimi ga Iru Dake de           | Kome Kome Club                    | 1992 | 2 895 000 |
| 7  | Say Yes                       | Chage e Aska                      | 1991 | 2 822 000 |
| 8  | Tomorrow Never Knows          | Mr. Children                      | 1994 | 2 766 000 |
| 9  | Oh! Yeah!                     | Kazumasa Oda                      | 1991 | 2 588 000 |
| 10 | Love Love Love                | Dreams Come True                  | 1995 | 2 489 000 |
| 11 | Yah Yah Yah                   | Chage e Aska                      | 1993 | 2 419 000 |
| 12 | Namonaki Uta                  | Mr. Children                      | 1996 | 2 309 000 |
| 13 | Sakura Zaka                   | Masaharu Fukuyama                 | 2000 | 2 299 000 |
| 14 | Can You Celebrate?            | Namie Amuro                       | 1997 | 2 296 000 |
| 15 | Departures                    | Globo                             | 1996 | 2 288 000 |
| 16 | Kuroneko no Tango             | Osamu Minagawa                    | 1969 | 2 235 000 |
| 17 | WOW WAR TONIGHT               | H Jungle With t                   | 1995 | 2 135 000 |
| 18 | Koi no Kisetsu                | Pinky & Killers                   | 1968 | 2 077 000 |
| 19 | Automatic                     | Utada Hikaru                      | 1998 | 2 063 000 |
| 20 | True Love                     | Fumiya Fujii                      | 1993 | 2 023 000 |

### Elenco dei singoli più venduti di artisti occidentali
| n° | Singolo                                  | Artista           | Anno | Vendite   |
| -- | ---------------------------------------- | ----------------- | ---- | --------- |
| 1  | "Beautiful Sunday"                       | Daniel Boone      | 1976 | 1 924 000 |
| 2  | "To Love You More"                       | Céline Dion       | 1995 | 1 500 000 |
| 3  | "All I Want for Christmas Is You"        | Mariah Carey      | 1994 | 1 300 000 |
| 4  | "I Will Always Love You"                 | Whitney Houston   | 1992 | 810 000   |
| 5  | "The Sound of Silence"                   | Simon & Garfunkel | 1968 | 810 000   |
| 6  | The Lovers Of The World (Otoko no Sekai) | Jerry Wallace     | 1970 | 734 000   |
| 7  | "Flashdance... What a Feeling"           | Irene Cara        | 1983 | 697 000   |
| 8  | "Last Christmas"                         | Wham!             | 1984 | 683 000   |
| 9  | "I'm In the Mood for Dancing"            | The Nolans        | 1980 | 674 000   |
| 10 | I Dream Of Naomi (Naomi no Yume)         | Hedva and David   | 1971 | 666 000   |
| 11 | "Candle in the Wind 1997"                | Elton John        | 1997 | 632 000   |
| 12 | "Yesterday Once More"                    | The Carpenters    | 1973 | 592 000   |
| 13 | "Sky High"                               | Jigsaw            | 1975 | 568 000   |
| 14 | "Let It Be"                              | The Beatles       | 1970 | 558 000   |
| 15 | "Venus"                                  | Shocking Blue     | 1970 | 555 000   |
| 16 | I Need to Be in Love                     | The Carpenters    | 1995 | 542 000   |
| 17 | "Welcome to the Edge"                    | Billie Hughes     | 1991 | 518 000   |
| 18 | "Massachusetts"                          | Bee Gees          | 1967 | 517 000   |
| 19 | "Never Marry a Railroad Man"             | Shocking Blue     | 1970 | 505 000   |
| 20 | "We Are the World"                       | USA for Africa    | 1985 | 489 000   |

## Singoli multiformato più venduti in Giappone

### Oltre 5 milioni di copie
| Anno | Singolo                  | Artista                   | Vendite dettagliate | Vendite dettagliate | Vendite dettagliate | Vendite totali |
| Anno | Singolo                  | Artista                   | Vendite fisiche     | Vendite digitali    | Streaming           | Vendite totali |
| ---- | ------------------------ | ------------------------- | ------------------- | ------------------- | ------------------- | -------------- |
| 2008 | " Soba ni Iru ne "       | Thelma Aoyama con SoulJa  | 550.000             | 8.700.000           | 8.700.000           | 9.250.000      |
| 2007 | Flavor of Life           | Hikaru Utada              | 651.000             | 8.000.000           | 8.000.000           | 8.651.000      |
| 2008 | " Kiseki "               | GReeeeN                   | 558.000             | 7.600.000           | 7.600.000           | 7.658.000      |
| 2007 | "Lovers Again"           | Esilio                    | 260.000             | 7.000.000           | 7.000.000           | 7.260.000      |
| 2009 | "Shunkashūtō"            | Hilcrhyme                 | 139.000             | 7.000.000           | 7.000.000           | 7.139.000      |
| 2006 | "Junrenka"               | Shōnan no Kaze            | 523.000             | 6.500.000           | 6.500.000           | 7.023.000      |
| 2009 | Butterfly                | Kaela Kimura              | -                   | 6.000.000           | 6.000.000           | 6.000.000      |
| 2007 | "Ai Uta"                 | GReeeeN                   | 300.000             | 5.250.000           | 5.250.000           | 5.550.000      |
| 2011 | " Maru Maru Mori Mori! " | Mana Ashida e Fuku Suzuki | 541.000             | 5.000.000           | 5.000.000           | 5.541.000      |
| 2007 | " Tsubomi "              | Kobukuro                  | 506.000             | 2.000.000           | 3.000.000           | 5.506.000      |
| 2005 | "Storia"                 | Ai                        | 276.000             | 2.000.000           | 3.000.000           | 5.276.000      |
| 2009 | "Haruka"                 | GReeeeN                   | 145.000             | 5.000.000           | 5.000.000           | 5.145.000      |
| 2010 | " Aitakute Aitakute "    | Kana Nishino              | 97.000              | 5.000.000           | 5.000.000           | 5.097.000      |

### Oltre 4 milioni di copie
| Anno | Singolo                   | Artista          | Vendite dettagliate | Vendite dettagliate | Vendite dettagliate | Vendite totali |
| Anno | Singolo                   | Artista          | Vendite fisiche     | Vendite digitali    | Streaming           | Vendite totali |
| ---- | ------------------------- | ---------------- | ------------------- | ------------------- | ------------------- | -------------- |
| 2008 | "366 Nichi"               | HY               | -                   | 4.800.000           | 4.800.000           | 4.800.000      |
| 2009 | "Ashita ga Kurunara"      | Juju con Jay'ed  | 150.000             | 4.500.000           | 4.500.000           | 4.650.000      |
| 2009 | "Mata Kimi ni Koishiteru" | Fuyumi Sakamoto  | 400.000             | 4.000.000           | 4.000.000           | 4.400.000      |
| 2007 | " Strada tortuosa "       | Ayaka e Kobukuro | 359.000             | 4.000.000           | 4.000.000           | 4.359.000      |
| 2003 | " Dragostea din tei "     | O-zone           | -                   | 350.000             | 4.000.000           | 4.350.000      |
| 2006 | "Mata Aimashō"            | SEAMO            | 205.000             | 4.000.000           | 4.000.000           | 4.205.000      |
| 2007 | Girlfriend                | Avril Lavigne    | -                   | 4.000.000           | 4.000.000           | 4.000.000      |

### Oltre 3 milioni di copie
| Anno | Singolo                | Artista                          | Vendite dettagliate | Vendite dettagliate | Vendite dettagliate | Vendite totali |
| Anno | Singolo                | Artista                          | Vendite fisiche     | Vendite digitali    | Streaming           | Vendite totali |
| ---- | ---------------------- | -------------------------------- | ------------------- | ------------------- | ------------------- | -------------- |
| 2005 | "Dreamland"            | Bennie K                         | 500 000             | 3 400 000           | 3 400 000           | 3 900 000      |
| 2004 | "Hana"                 | Orange Range                     | 1 000 000           | 750 000             | 2 000 000           | 3 750 000      |
| 2005 | "Sakura"               | Kobukuro                         | 500 000             | 1 250 000           | 2 000 000           | 3 750 000      |
| 2011 | "Love Story"           | Namie Amuro                      | 162 000             | 3 500 000           | 3 500 000           | 3 662 000      |
| 2018 | "Lemon"                | Kenshi Yonezu                    | 584 030.            | 3 000 000           | 3 000 000           | 3 584 030      |
| 2008 | "Life"                 | Kimaguren                        | 66 000              | 3 500 000           | 3 500 000           | 3 566 000      |
| 2009 | Futatsu no Kuchibiru   | Exile                            | 289 000             | 1 250 000           | 2 000 000           | 3 539 000      |
| 1992 | Kimi ga Iru Dake de    | Kome Kome Club                   | 2 895 000           | 500 000             | —                   | 3 395 000      |
| 2007 | Gake no Ue no Ponyo    | Fujioka Fujimaki e Nozomi Ōhashi | 382 000             | 3 000 000           | 3 000 000           | 3 382 000      |
| 2005 | "Konayuki"             | Remioromen                       | 859 000             | 500 000             | 2 000 000           | 3 359 000      |
| 2008 | Ti Amo                 | Exile                            | 320 000             | 2 000 000           | 1 000 000           | 3 320 000      |
| 2006 | "Age Age Every Knight" | DJ OZMA                          | 250 000             | 1 000 000           | 2 000 000           | 3 250 000      |
| 2005 | "Sōsei no Aquarion"    | Akino                            | 250 000             | 3 000 000           | 3 000 000           | 3 250 000      |
| 2006 | "Mikazuki"             | Ayaka                            | 243 000             | 2 000 000           | 1 000 000           | 3 243 000      |
| 2000 | "Tsunami"              | Southern All Stars               | 2 936 000           | 250 000             | —                   | 3 186 000      |
| 2010 | "Heavy Rotation"       | AKB48                            | 882 000             | 1 500 000           | 750 000             | 3 132 000      |
| 2007 | "Suirenka"             | Shōnan no Kaze                   | 100 000             | 3 000 000           | 3 000 000           | 3 100 000      |
| 2008 | "Kimi no Subete ni"    | Spontania featuring Juju         | 100 000             | 3 000 000           | 3 000 000           | 3 100 000      |
| 2010 | "Ring a Ding Dong"     | Kaela Kimura                     | 100 000             | 3 000 000           | 3 000 000           | 3 100 000      |
| 1997 | "Can You Celebrate?"   | Namie Amuro                      | 2 750 000           | 250 000             | —                   | 3 000 000      |
| 2011 | "Happiness"            | Ai                               | —                   | 3 000 000           | 3 000 000           | 3 000 000      |

1. ↑  Vendite complessive delle edizioni CD da 8cm (1997/2) e 12cm (1997/12).